# Swerford
Swerford – wieś w Anglii, w hrabstwie Oxfordshire, w dystrykcie West Oxfordshire. Leży 29 km na północny zachód od Oksfordu i 106 km na północny zachód od Londynu. W 2001 miejscowość liczyła 155 mieszkańców.